# Sugran
Sugran – pasza dla zwierząt hodowlanych, opracowana przez czteroosobowy zespół z Białegostoku w latach 70. XX wieku.
Sugran był nową, wysokowartościową paszą powstałą ze zmieszania serwatki i złej jakości suszu. Zawierał różne dodatki mineralne.
Na skutek ówczesnej sytuacji politycznej i braku współpracy pomiędzy ministerstwami sugran, pomimo dobrych ocen i opłacalności produkcji, nigdy nie wszedł do masowej produkcji.